# Дог пуллер

Логотип Дог Пуллер

До́г Пу́ллер (англ. Dog Puller, від англ. dog — собака та англ. puller — спортивний снаряд для собак) — вид спорту з собаками, створений у Чернігові у серпні 2012 року. Він є новим, порівняно з такими видами спорту як аджіліті чи фрісбі, проте швидко набирає популярність у світі.
Спорт базується на виконанні вправ зі спортивним снарядом PULLER у двох дисциплінах: Puller Біг та Puller Стрибки. Зараз Дог Пуллер є міжнародним спортом, клуби з якого є в усьому світі, від Японії до Канади. У 2019 році було проведено другий Чемпіонат світу з Дог Пуллер, на який зареєструвався 91 учасник з 11 країн світу.
Основним принципом Дог Пуллер є його доступність. Спорт розроблено таким чином, щоби будь-які собаки та люди могли почати заняття незалежно від їх початкової фізичної форми, підготовки та породи собаки.

## Історія
Дог Пуллер розпочався у серпні 2012 року як комплекс вправ, розроблений спеціально для тренувального снаряду для собак PULLER.
Власник чернігівської компанії COLLAR, що виробляє PULLER, Юрій Синиця, ініціював зустріч дог-тренера та винахідника PULLER, Сергія Шкота та кінологині-спортсменки Варвари Петренко. Основною ідеєю зустрічі було створення спорту, доступного для будь-яких собак та людей. Варвара Петренко з нуля створила правила спорту Дог Пуллер (дисципліни, категорії, розмітку поля, час виступів, нарахування балів тощо), взявши за основу вправи з PULLER, які розробив Сергій Шкот.
Після кількох коригувань правил у вересні 2012 року відбувся перший чемпіонат Дог Пуллер. Перші учасники не проходили спеціальної підготовки, багато хто навіть не знали принципи роботи з PULLER, навчаючись на місці. Менше з тим, змагання було успішним та Дог Пуллер почав популяризовуватись в Україні. Цей процес набрав обертів з другої половини 2016 року (до того найбільший клуб Дог Пуллер був у Санкт-Петербурзі, Росія).

## Змагання

### Перший чемпіонат світу
Перший чемпіонат світу з Дог Пуллер відбувся у місті Прага, Чехія 7 жовтня 2018 року. У ньому взяли участь 70 людей із України, Португалії, Південної Кореї, Росії, Словаччини, Угорщини та Чехії. Собак було розділено на 4 категорії:  Mini, Maxi, Drive и Bull (див. Категорії).
За результатами виступів у дисциплінах Puller Біг та Puller Стрибки учасниці і учасники з України, Чехії, Угорщини та Південної Кореї завоювали звання мультичемпіонів. Абсолютною переможицею чемпіонату стала команда України.

#### Світові рекорди
На першому Чемпіонаті світу з Дог Пуллер Маргарита Герман та бордер-коллі Айві встановили рекорд у PULLER Стрибках, категорія Drive. Ян Страка та бордер-коллі Аксус — рекорд в PULLER Бігу, категорія Drive

### Другий Чемпіонат світу
Другий Чемпіонат світу з Дог Пуллер відбувся 7-8 вересня у місті Шопрон (Угорщина). На чемпіонат зареєструвалися понад 90 учасників і учасниць з 11 країн світу: України, Португалії, Південної Кореї, Росії, Угорщини, Білорусі, Чехії, Словаччини, Канади, Австрії та Польщі.
Другий Чемпіонат світу став публічною подією: для глядачів були передбачені розмаїті майстер-класи, зони каністерапії та фізіотерапії з собаками, дитячі та юнацькі змагання з Дог Пуллер та уроки роботи з PULLER для початківців.
Абсолютним чемпіоном стала збірна Росії, мультичемпіонами було оголошено пари з України, Росії, Білорусі та Угорщини

### Третій чемпіонат світу
Ведеться підготовка до третього Чемпіонату світу з Дог Пуллер-2020 у Польщі

### Animal World Cup
17-19 квітня 2020 року в Токіо відбудеться Animal World Cup [Архівовано 4 лютого 2020 у Wayback Machine.] — найбільша подія у світі спорту для тварин. Дог Пуллер буде одною з дисциплін, в якій будуть змагатися собаки.
]

### Інші змагання та використання
Дог Пуллер є визнаним кінологічним спортом, змагання з нього проходять у рамках підготовки собак для спортивного дресирування та каністерапії. Елементи вправ з PULLER, що входять до складу Дог Пуллер, також використовуються для реабілітації військових у шпиталях.

## Правила

### Спрінгпол
До змагань допускаються тварини будь-якої породи, старші за 12 місяців — у собаки мають помінятися зуби та сформуватися правильний прикус.
Канат (брезентова стрічка, стропа) фіксується на надійному кріпленні. На вільний кінець канату прикріплюється PULLER Максі або Стандарт, строго перпендикулярно до землі (для чіткого утримання собакою) так, щоби відстань від нього до землі складала не більше за 1,5 метри. Відстань вимірюється так, щоби собака, що схопився за канат, міг стояти на землі задніми лапами.
Місце старту відмічається на відстані 1,5 метрів від снаряда. За командою «На старт» собаку підводять до місця старту. Собака може бути на вільному повідку або без нього, на розсуд власника/ці.
За командою «Приготуватися» хендлер/ка (тобто власник чи власниця собаки, що виступає на змаганнях разом з твариною) показує собаці напрям руху та підбадьорює її, при цьому утримуючи PULLER у кріплення, щоби снаряд не гойдався. Після команди «Почали!» хендлер/ка відпускає собаку. Щойно собака зафіксувалася, хендлер/ка прибирає руки від снаряда та собаки. Після дозволяючої команди собака має утримувати PULLER.
На виконання завдання дається 3 спроби. Максимальний час, що дається учасникам — 90 секунд. Після того, як час вичерпано, собаку знімають зі снаряда командою чи механічно. Усі учасники отримують бали. Бали нараховуються відповідно до часу змагання:
- 10 секунд — 1 бал (час округлюється у більшу сторону) — бали нараховуються за безперервне утримання снаряду собакою.

Додаткові та технічні штрафні бали:
- Захоплення PULLER з першого пуску + 10 балів
- Розгойдування на снаряді +1 бал
- Некоректний пуск -5 балів
- Повторний пуск -10 балів
- Провокація бійки -10 балів та дискваліфікація

### Поточна редакція[10]
Спрінгпол було прибрано з офіційного списку дисциплін Дог Пуллер і тепер пари змагатимуться лише в дисциплінах Puller Біг та Puller Стрибки

#### Puller Біг
Довжина поля для виступу — 30 м, ширина поля — 10 м. Поле поділене на три частини. Середина поля — стартова зона (зона кидка та повернення PULLER), яка складає 10 метрів. Зліва та зправа від стартової зони знаходяться зони розбігу — їх довжина до 10 м.
Час виступу — 90 сек. Кількість кидків не обмежена. Використовуються два кільця PULLER.
Пара з собаки та хендлера/ки, що змагаються, починають свій виступ у центральній зоні — зоні старту. Відлік часу починається після того, як хендлер/ка двічі вдаряє одним кільцем PULLER об інше (подвійний хлопок).
Виступ полягає у почерговому киданні кілець в різні боки так, щоби собака ловив кільце, яке котиться у зоні розбігу та приносив його у зону старту.
Кільця кидаються хендлером/кою по одному, кожен раз у протилежний бік.
Кільце вважається таким, що котиться, до тих пір, поки кільце повністю не ляже на покриття поля на один зі своїх боків (варіант форс-мажору, коли кільце застрягло десь непорушно, розцінюється як кільце, що упало). Якщо непорушне кільце, що лежить на одному зі своїх боків або таке, що застрягло, рухається собакою або будь-якою іншою сторонньою силою, таке кільце не вважається спійманим у русі.
Після кидка кільця вихід хендлера/ки із зони старту дозволено, і це не потягне за собою втрату балу.
Результативним вважається кидок, зроблений хендлером/кою строго з зони старту.
В зоні старту собака може лишити кільце на землі, або віддати його безпосередньо у руки хендлера/ки
Виступ закінчується коли спливають 90 сек. Якщо до оголошення кінця часу хендлер/ка кидає кільце, то навіть після фінального свистка чи оголошення кінця часу виступу бал буде зараховано у разі, якщо собака успішно спіймав кільце та повернув його у зону старту.

#### Puller Стрибки
Зона роботи для даної дисципліни — майданчик розміром 10х10 метрів.
Час виступу — 90 сек.
Під час виступу використовуються два кільця PULLER.
Пара з собаки та хендлера/ки, що змагається, починає свій виступ у зоні розміром 10×10 м. Відлік часу починається після того, як хендлер/ка двічі вдарить одним кільцем об інше (подвійний хлопок).
Виступ полягає у почерговому захваті собакою одного з кілець з відривом двох, або всіх чотирьох лап від землі. Під час захвату кільця, кільце має знаходитися у руці хендлера/ки. Після захвату кільця собакою, кільце може бути випущене з руки хендлера/ки.
Під час виступу собака має показувати чіткі зміни положення ліво/право при зміні кілець.
У межах зони 10×10 м. хендлер/ка та собака не обмежені у пересуванні.
Хендлер/ка може виступати стоячи на колінах, але так, щоби жодна частина тіла не використовувалася собакою як перешкода чи бар'єр.
У разі використання хендлером/кою будь-якої частини тіла бар'єром для собаки, судді мають право вводити обмеження для пари, що виступає таким чином: як-то розділення загального результату на 2, не зарахування таких стрибків тощо. Інформація про рішення суддів оголошується публічно до початку змагання з дисципліни.
Вибір місця проведення змагань та розмітка поля: Для проведення чемпіонату Дог Пуллер потрібно ігрове поле для роботи собаки та хендлера/ки розміром мінімум 50×15 м.
Поле розмічається згідно схеми нижче. В центрі знаходяться три рівні зони 10×10 м. На полі з цією розміткою проводиться дисципліна Puller Біг.
Зона лову кілець не може бути коротшою за 7 метрів. Вона не розмічається та не обмежується, має вільну довжину.
На будь-якому з квадратів поля (10х10 м.) проводиться дисципліна Puller Стрибки.
Поле розмічається піском, тирсою, спеціальними спрей-фарбами, борошном, стрічкою, або нетоксичними харчовими барвниками. По периметру поле може додатково бути огороджене стрічкою (зони лову кілець, що знаходяться уздовж поля, не огороджуються). По кутах квадратів розміщуються прапорці або конуси.
Покриття поля для змагань має бути рівним, не ковзким та не затвердим. На полі не має бути ям, горбків та інших нерівностей. Категорично не підходить поле з таким покриттям: бетон, асфальт, гравій, щебінка, гумове покриття відкритих спортивних майданчиків, кафельна або кам'яна плитка. Поле має бути розчищене та не містити кущів, дерев, або будь-яких інших перепон.

### Суддівська Бригада
До суддівства на чемпіонаті допускаються лише сертифіковані судді Дог Пуллер. Під сертифікованим суддею мається на увазі людина, яка пройшла семінар, атестацію та яка має сертифікат судді Дог Пуллер щонайменше регіональної категорії.
Судить змагання суддівська бригада. Вона складається щонайменше з 3 сертифікованих суддів Дог Пуллер. У всіх суддів мають бути відомості, куди вони заносять результати виступів усіх пар на кожній з дисциплін.
Відомості мають бути підписані суддями, там має бути зазначене прізвище та ім'я, проставлена дата та пронумеровані сторінки.
Одна людина з суддівської бригади є Головним Суддею змагань. Головним Суддею призначають людину за об'єктивність, авторитет та досвід участі у Дог Пуллер.
В дисципліні Puller Біг двоє суддів працюють як бокові для урахування всіх нюансів та вирішення спірних моментів. На стартовій лінії знаходиться «суддя на старті» та таймкіпер/ка. Суддівська бригада може включати в себе більшу кількість людей, обов'язки яких визначає Головний Суддя.
Головний Суддя займає позицію біля центральної зони — зони старту. Головний Суддя слідкує за тим, щоби хендлери не заступали на чи за лінії зони старту при кидках кілець, відмічає лов та повернення кільця до зони старта та веде відомість змагань. Також Головний Суддя приймає знаки (піднята до гори рука при правильному лові кільця / руки навхрест при неправильному лові чи відсутності лову кільця) від бічних суддів. Головний Суддя чи помічник/ця за допомогою таймера чи секундоміра ведуть відлік часу для кожної пари, що змагається.
На дисципліні Puller Біг бокові судді знаходяться біля зон розбігу (зліва і справа) та відстежують, в якій зоні і як собака зловив кільце. При правильному лові кільця у зоні лову бокові судді подають знак Головному Судді — підіймають руку вгору. При неправильному лові чи відсутності лову — руки мають бути схрещеними. Бокові судді роблять відмітки про лов / відсутність лову у своїх відомостях.
На дисципліні Puller Стрибки Головний Суддя з іншими суддями рахують стрибки. Один з суддів рахує стрибки собаки з захватом кільця та відривом від землі двох лап, другий суддя рахує стрибки собаки з захватом кільця та відривом від землі чотирьох лап. Кожен суддя веде свою відомість, в якій записуються результати виступу кожної пари.
При суддівстві судді підлаштовуються під стиль роботи пари, але при цьому рахують лише очевидні стрибки з чітким захватом.
Усі відомості, заповнені суддями під час чемпіонату віддаються Головному Судді після завершення дисциплін. Головний Суддя звіряє усі відомості зі своєю, обговорює спірні моменти з іншими суддями та ухвалює остаточне рішення.
Результати чемпіонату мають бути зведені в єдину електронну таблицю та опубліковані у термін не пізніше трьох днів після проведення чемпіонату на відкритому загальнодоступному ресурсі
Усі результати з чемпіонату передаються керівникам Федерацій Дог Пуллер відповідних країн та результати команд цих країн заносяться ними в таблиці рейтингу країн.

### Категорії
Собаки поділяються на категорії згідно віку та розміру
Категорія Щенята — собаки віком від 3 до 12 місяців.
Категорія Міні — собаки до 40 см
Категорія Максі — собаки від 40 см (40,01 см та вище).
Категорія Драйв — швидкі собаки таких порід як бордер-коллі, келпі, малінуа, хердери та спеціально виведені спортивні мікси.
Категорія Тер'єри — норні тер'єри такі як джек та парсон рассел тер'єри, фокстер'єри, вельш тер'єри, бордер тер'єри тощо (категорія відкривається при наявності 5 собак та більше).
Категорія Важкоатлети — молоси та інші собаки, які, через свої породні та фізичні особливості не можуть розвинути велику швидкість та показувати прудкість, співмірну з іншими категоріями (відкривається при наявності 5 собак та більше).
Категорія Ветерани — собаки віком від 8 років +1 день усіх розмірів (категорія відкривається при наявності 5 собак та більше).
Собаки деяких порід можуть бути визначені суддею як у категорію «Максі» так і в категорію «Важкоатлети», залежно від комплекції.

## Дог Пуллер в Україні
Фейсбук-сторінка Dog Puller Ukraine
Офіційний сайт Дог Пуллер [Архівовано 2 жовтня 2019 у Wayback Machine.]